# 크리스타 코소넨
크리스타 에리카 코소넨(핀란드어: Krista Erika Kosonen, 1983년 5월 28일 ~ )은 핀란드의 배우이다. 2016년 유시상 여우주연상 수상자이다.

## 출연 작품
- 2019년 개는 바지를 입지 않는다 - 모나 역